# Richard Bassett
Richard Bassett, né le 2 avril 1745 dans le comté de Cecil et mort le 15 août 1815 dans le comté de Kent, est un avocat et  homme politique américain. Il est l'un des vétérans de la guerre d'indépendance, délégué à la Convention constitutionnelle de 1787, et considéré comme l'un des Pères fondateurs des États-Unis en tant que signataire de la Constitution des États-Unis.

## Biographie
Il siège au Sénat des États-Unis pour l'État du Delaware de 1789 à 1793. Il est membre du Parti fédéraliste et fut élu gouverneur du Delaware de 1799 à 1801.
Bassett se convertit au méthodisme après avoir rencontré Francis Asbury en 1778. Lui et Asbury sont restés amis pour la vie. Cette association l'a amené à une croyance abolitionniste qui l'a conduit à libérer ses propres esclaves et à préconiser l'émancipation des autres.